# 施彭格
施彭格（德語：Spenge，發音：[ˈʃpɛŋə] ⓘ）是德国北莱茵-威斯特法伦州代特莫尔德行政区黑尔福德县的城市，面积40.35平方千米，2023年12月31日人口为14,389人。